# Vínculo de par

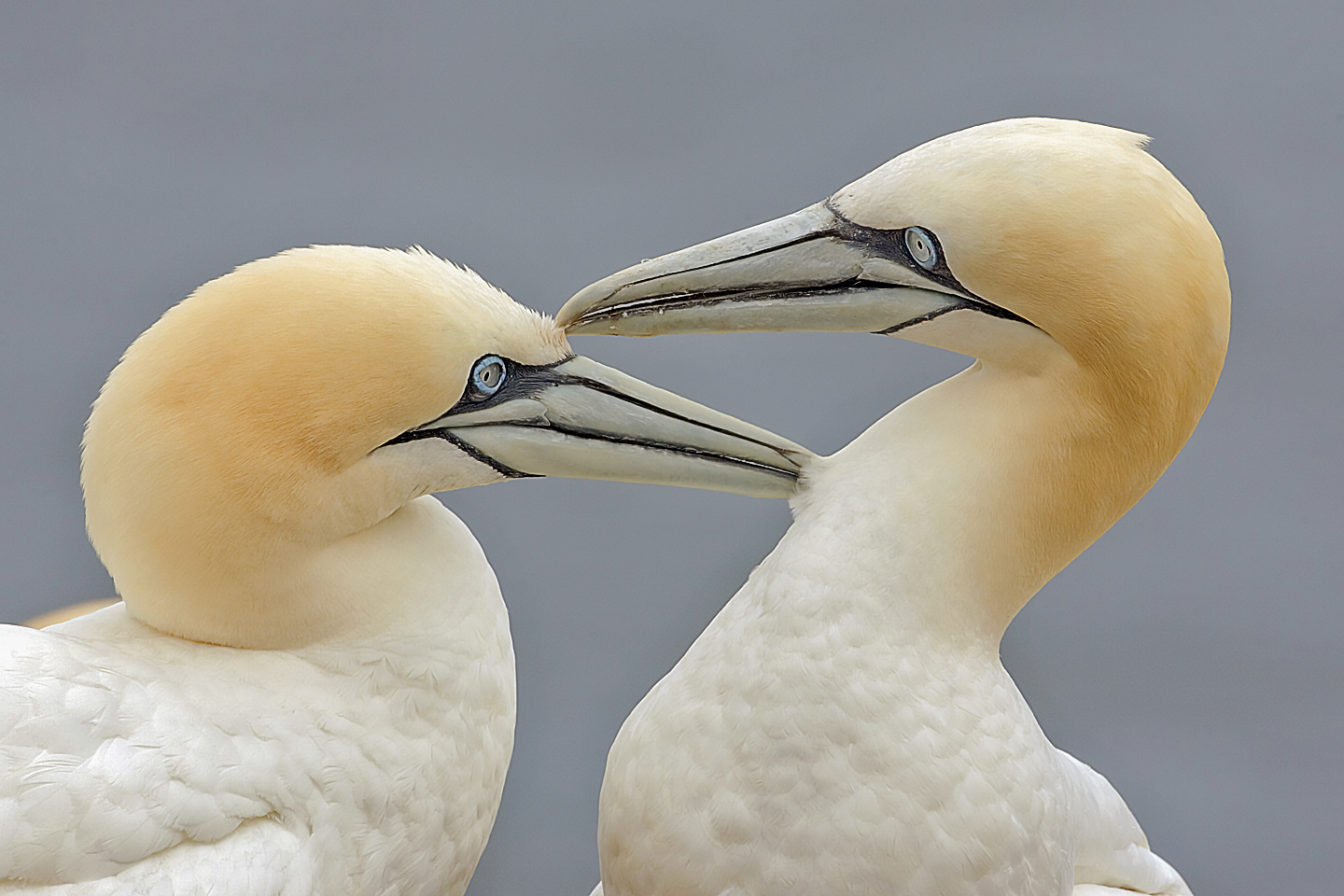
Par de gansos-patolas

Em biologia, um vínculo de par é a forte afinidade que se desenvolve em algumas espécies entre um par de acasalamento, muitas vezes levando à produção e criação de filhotes e, potencialmente, a um vínculo vitalício. Vinculação de par (em inglês: pair bonding) é um termo cunhado na década de 1940 que é frequentemente usado nos círculos de sociobiologia e biologia evolutiva. O termo muitas vezes implica um relacionamento socialmente monogâmico ao longo da vida ou um estágio de interação de acasalamento em espécies socialmente monogâmicas. Às vezes é usado em referência às relações humanas.

## Variedades
De acordo com os psicólogos evolucionistas David P. Barash e Judith Lipton, em seu livro de 2001, The Myth of Monogamy, existem diversas variedades de vínculos de pares:

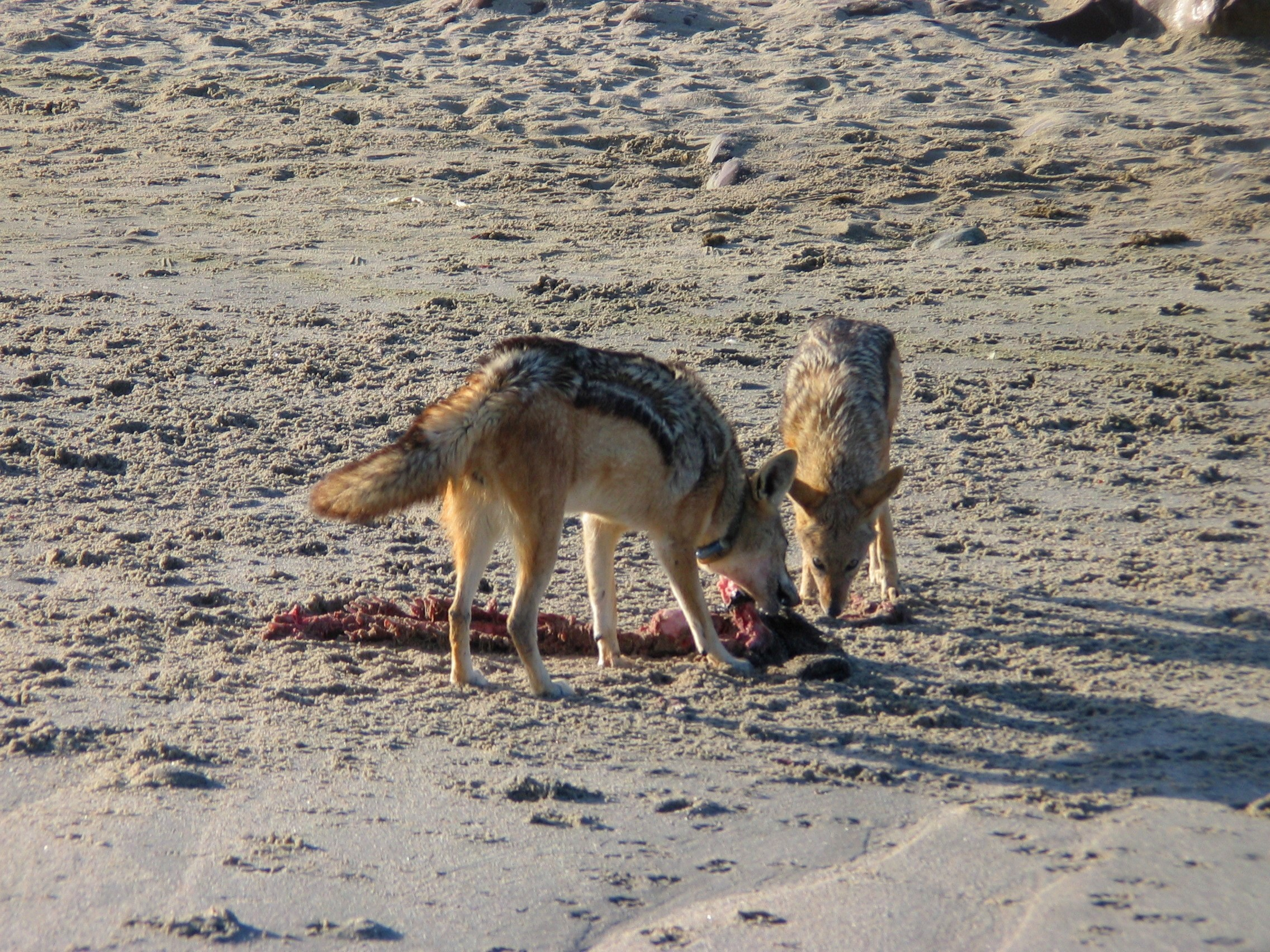
Os chacais-de-dorso-negro são um dos poucos mamíferos monogâmicos. Este par usa o trabalho em equipe para caçar presas e limpar. Eles ficarão juntos até que um dos dois morra.

- Vínculo de par de curto prazo: um acasalamento ou associações transitórias
- Vínculo de par de longo prazo: vinculado por uma parte significativa do ciclo de vida desse par
- Vínculo de par vitalício: acasalado para toda a vida
- Vínculo de par social: ligações por razões territoriais ou sociais
- Vínculo de par clandestino: copulações extra-par rápidas
- Vínculo de par dinâmico: por exemplo, sistemas de acasalamento de gibões sendo análogos ao "divórcio"

## Vínculo de par humano

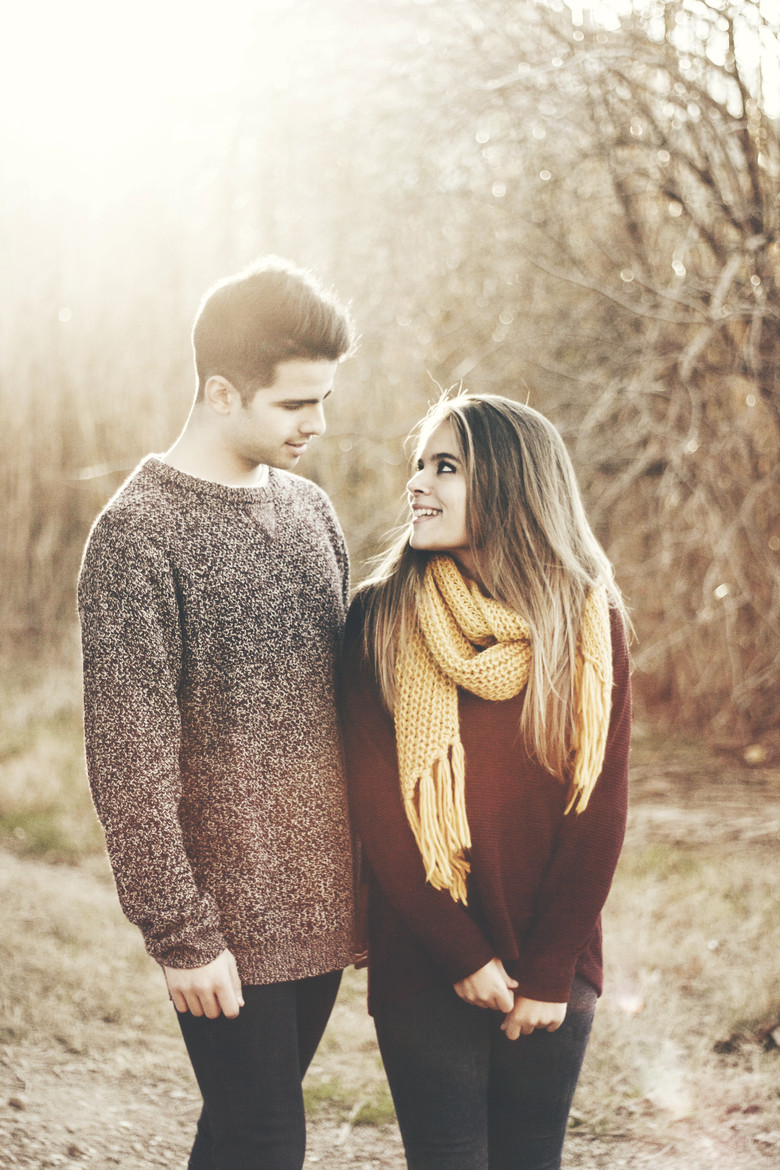
Humanos em vínculo de par

Os humanos podem experimentar todas as variedades de vínculos de pares mencionados acima. Esses vínculos podem ser temporários ou durar a vida toda. A vinculação de pares é um vínculo comportamental e fisiológico entre dois indivíduos acasalados e é raro entre primatas não humanos. Os humanos também se envolvem em pares sociais, onde dois indivíduos formarão um relacionamento próximo que não envolve sexo. Em humanos e outros vertebrados, os vínculos de par são criados por uma combinação de interação social e fatores biológicos, incluindo neurotransmissores como a ocitocina, a vasopressina e a dopamina. Os laços de casal são um fenómeno biológico e não são equivalentes à instituição social humana do casamento. Os pares casados não estão necessariamente em vínculo de par. O casamento pode ser consequência da união do casal e vice-versa. Uma das funções do amor romântico é a vinculação de pares.

## Exemplos

### Pássaros
Perto de noventa por cento das espécies de aves conhecidas são monogâmicas, em comparação com cinco por cento das espécies de mamíferos conhecidas. A maioria das aves monogâmicas forma vínculo de par de longo prazo que normalmente resultam em acasalamentos sazonais: estas espécies reproduzem-se com um único parceiro, criam sua prole e depois acasalam-se com um novo parceiro para repetir o ciclo durante a estação seguinte. Algumas aves, como cisnes, águias americanas, condores-da-Califórnia e o fradinho, não apenas são monogâmicos, mas também formam vínculos de par para toda a vida.
Ao discutir a vida social da andorinha-das-barreiras, Lipton e Barash afirmam:

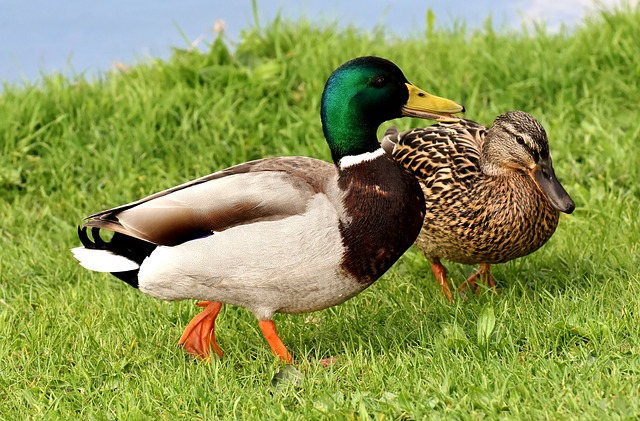
Os patos-reais macho (esquerda) e fêmea (direita) formam pares monogâmicos sazonais.

"Durante cerca de quatro dias imediatamente antes da postura dos ovos, quando as cópulas levam à fertilização, o macho da andorinha está muito ocupado, guardando atentamente a sua fêmea. Antes dessa época, bem como depois—isto é, quando os ovos dela não estão maduros, e novamente depois que seus genes estão guardados com segurança dentro das cascas—ele sai em busca de cópulas extra-par com as parceiras de outros machos... que, é claro, estão ocupados com a guarda defensiva de suas próprias parceiras."
Em várias espécies, os machos fornecem cuidados parentais e as fêmeas acasalam com vários machos. Por exemplo, estudos recentes mostram que a cópula extra-par ocorre frequentemente em aves monogâmicas, nas quais um pai “social” presta cuidados intensivos à sua descendência “social”. Além disso, observou-se que os vínculos de par recém-formados em tarambolas biparentais eram comparativamente mais fracos do que aqueles em tarambolas uniparentais.

### Peixes
Um cientista da Universidade da Flórida relata que os gobies da areia machos trabalham mais na construção de ninhos e no cuidado dos ovos quando as fêmeas estão presentes – a primeira vez que tal "cuidado parental de cortejo" foi documentado em qualquer espécie.
Na espécie de ciclídeo Tropheus moorii, um macho e uma fêmea formarão um vínculo de pr monogâmico temporário e desovarão; depois disso, a fêmea sai para criar os ovos sozinha. As ninhadas de T. moorii exibem monogamia genética (todos os ovos de uma ninhada são fertilizados por um único macho). Outro ciclídeo que incuba com a boca – o ciclídeo do Lago Tanganica (Xenotilapia rotundiventralis) demonstrou que os pares acasalados mantêm vínculo de par pelo menos até a mudança dos filhotes de fêmea para macho. Mais recentemente, o bacalhau-de-murray foi visto mantendo vínculos de par ao longo de 3 anos.
O vínculo de par também pode trazer benefícios não reprodutivos, como defesa assistida de recursos. Um estudo recente comparando duas espécies de peixes-borboleta, C. baronessa e C. lunulatus, indica aumento nas reservas de alimento e energia em comparação com peixes individuais.

### Mamíferos
Os arganazes monogâmicos (como os arganazes-da-pradaria) têm densidade e distribuição significativamente maiores de receptores de vasopressina no cérebro quando comparadas às ratazanas poligâmicas. Essas diferenças estão localizadas no prosencéfalo ventral e na via de recompensa mediada pela dopamina. O peptídeo arginina vasopressina (AVP), a dopamina e a oxitocina atuam nesta região para coordenar atividades gratificantes, como o acasalamento, e regular a afiliação seletiva. Essas diferenças específicas da espécie demonstraram estar correlacionadas com os comportamentos sociais, e em arganazes-da-pradaria monogâmicos são importantes para facilitar a vinculação de par. Quando comparados aos arganazes-da-montanha, que são polígamos, os arganazes-da-pradaria monogâmicos parecem ter mais desses receptores de neurotransmissores AVP e oxitocina. É importante que estes receptores estejam nos centros de recompensa do cérebro, porque isso poderia levar a uma preferência de parceiro condicionada no arganaz-da-pradaria em comparação com o arganaz-das-montanhas, o que explicaria por que o arganaz-da-pradaria forma laços de pares e o arganaz-das-montanhas não.